# Condado de Muskingum
O Condado de Muskingum é um dos 88 condados do Estado americano de Ohio. A sede do condado é Zanesville, e sua maior cidade é Zanesville. O condado possui uma área de 1 742 km² (dos quais 21 km² estão cobertos por água), uma população de 84 585 habitantes, e uma densidade populacional de 49 hab/km² (segundo o censo nacional de 2000). O condado foi fundado em 1804.